# Olympische Jugend-Sommerspiele 2018/Teilnehmer (Kasachstan)
| Gelbes Symbol für Goldmedaillen mit stilisierten Olympischen Ringen | Graues Symbol für Silbermedaillen mit stilisierten Olympischen Ringen | Braundes Symbol für Bronzemedaillen mit stilisierten Olympischen Ringen |
| ------------------------------------------------------------------- | --------------------------------------------------------------------- | ----------------------------------------------------------------------- |
| 4                                                                   | 3                                                                     | 3                                                                       |

Die Jugend-Olympiamannschaft aus Kasachstan für die III. Olympischen Jugend-Sommerspiele vom 6. bis 18. Oktober 2018 in Buenos Aires (Argentinien) bestand aus 58 Athleten.

## Athleten nach Sportarten

### Badminton
Jungen
- Dmitriy Panarin
Einzel: 9. Platz
Mixed: 5. Platz (im Team Delta)

### Basketball
Jungen
- 3x3: 15. Platz
- Anuar Shakirov
- Yerkanat Kairoshev
- Dulat Yeshmukhambetov
- Vassiliy Belozor

### Bogenschießen
| Mädchen - Alexandra Voropayeva Einzel: 9. Platz Mixed: 17. Platz (mit Alejandro Benítez Paraguay) | Jungen - Alikhan Mustafin Einzel: 17. Platz Mixed: 9. Platz (mit Valentina Vázquez Mexiko) |

### Boxen
| Mädchen - Zhansaya Abdraimova Fliegengewicht: 5. Platz - Nadeschda Rjabez Mittelgewicht: Bronze | Jungen - Talgat Shaiken Halbweltergewicht: Silber - Aibek Oralbay Schwergewicht: Gold - Damir Toibay Superschwergewicht: Silber |

### Fechten
Mädchen
- Tamila Muridova
Degen Einzel: 14. Platz

### Judo
| Mädchen - Margarita Gritsenko Klasse bis 78 kg: Silber Mixed: 9. Platz (im Team Barcelona) | Jungen - Bekarys Saduakas Klasse bis 100 kg: Gold Mixed: Bronze (im Team London) |

### Kanu
| Mädchen - Stella Sukhanova Kajak-Einer Sprint: Bronze Kajak-Einer Slalom: 9. Platz - Elnura Nurlanova Kanu-Einer Sprint: 4. Platz Kanu-Einer Slalom: 5. Platz | Jungen - Mikhail Yakovlev Kajak-Einer Sprint: 5. Platz Kajak-Einer Slalom: 9. Platz - Dias Bakhraddin Kanu-Einer Sprint: Gold Kanu-Einer Slalom: 5. Platz |

### Karate
Jungen
- Abilmansur Batyrgali
Kumite bis 68 kg: Bronze

### Leichtathletik
| Mädchen - Alexandra Saljubowskaja 400 m: 16. Platz - Galina Panassenko 2000 m Hindernis: DNF - Anastassija Glucharjewa Dreisprung: 12. Platz - Kristina Morosowa 5 km Gehen: 14. Platz | Jungen - Jefim Tarassow 400 m: 10. Platz |

### Moderner Fünfkampf
| Mädchen - Sofja Prischennikowa Einzel: 21. Platz Mixed: DNF (mit Jegor Gromadski Russland) | Jungen - Adil Ibragimow Einzel: 14. Platz Mixed: 6. Platz (mit Katsiaryna Etsina Belarus) |

### Radsport

#### Straße
| Mädchen - Marina Kurnossova - Svetlana Pachshenko Kombination: 6. Platz | Jungen - Gleb Brussenski - Jewgeni Fedorow Gold |

### Ringen
Mädchen
- Nilufar Raimova
Freistil bis 49 kg: 9. Platz

### Rugby
Mädchen
- 5. Platz
- Viktoriya Mikhailenko
- Zhanelya Nursilanova
- Nargiza Bekezhanova
- Xeniya Kim
- Marina Volodina
- Vasilisa Yakimchuk
- Vera Boichenko
- Yekaterina Kamenkova
- Russalina Fedorova
- Olga Nosovskaya
- Vlada Odnoletok

### Schießen
Jungen
- Eldar Imankulov
Luftpistole 10 m: 4. Platz
Mixed: 17. Platz (mit Gloria Fernández  Spanien)

### Schwimmen
- 4 × 100 m Lagen Mixed: 24. Platz

| Mädchen - Diana Nazarova 50 m Rücken: 8. Platz 100 m Rücken: 19. Platz 50 m Schmetterling: 13. Platz - Anastasiya Rezvantseva 200 m Rücken: 16. Platz | Jungen - Alen Okhotinsky 50 m Freistil: 28. Platz - Kirill Shatskov 100 m Freistil: 31. Platz 50 m Schmetterling: 39. Platz |

### Taekwondo
Mädchen
- Assel Usmanova
Klasse bis 44 kg: 5. Platz
- Tangsholpan Kaiyrzhankyzy
Klasse bis 49 kg: 11. Platz

### Tennis
Jungen
- Dostanbek Taschbulatow
Einzel: 1. Runde
Doppel: 1. Runde (mit Ali Dawani  Brunei)
Mixed: Achtelfinale (mit Wang Xiyu  Volksrepublik China)

### Triathlon
Jungen
- Daniil Zubtsov
Einzel: 26. Platz
Mixed: 10. Platz (im Team Asien 1)

### Turnen

#### Gymnastik
Jungen
- Ayan Moldagaliyev
Einzelmehrkampf: 30. Platz
Boden: 34. Platz
Pferd: 32. Platz
Barren: 6. Platz
Reck: 28. Platz
Ringe: 28. Platz
Seitpferd: 8. Platz
Mixed: 4. Platz (im Team Grau)

#### Trampolinturnen
Mädchen
- Jekaterina Lukina
Einzel: 12. Platz
Mixed: 5. Platz (im Team Lila)

#### Rhythmische Sportgymnastik
Mädchen
- Roza Abitova
Einzel: 9. Platz
Mixed: Silber  (im Team Grün)

#### Akrobatik
- Anastassiya Arkhipova
- Dmitriy Nemerenko
7. Platz
Mixed: 9. Platz (im Team Gelb)

### Wasserspringen
Mädchen
- Yelizaveta Borova
Turmspringen: 10. Platz